# 莫迪因馬加比勒特

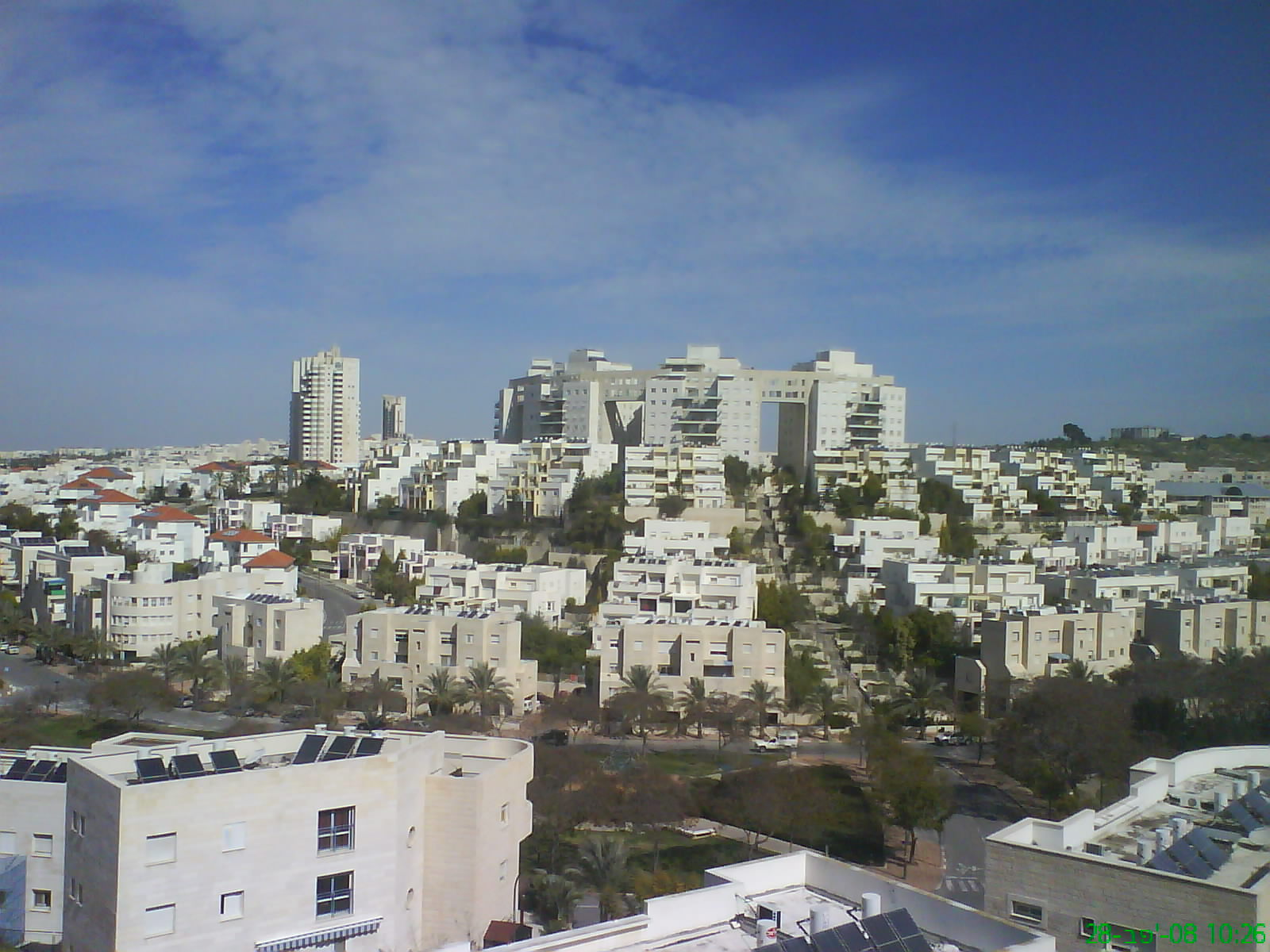

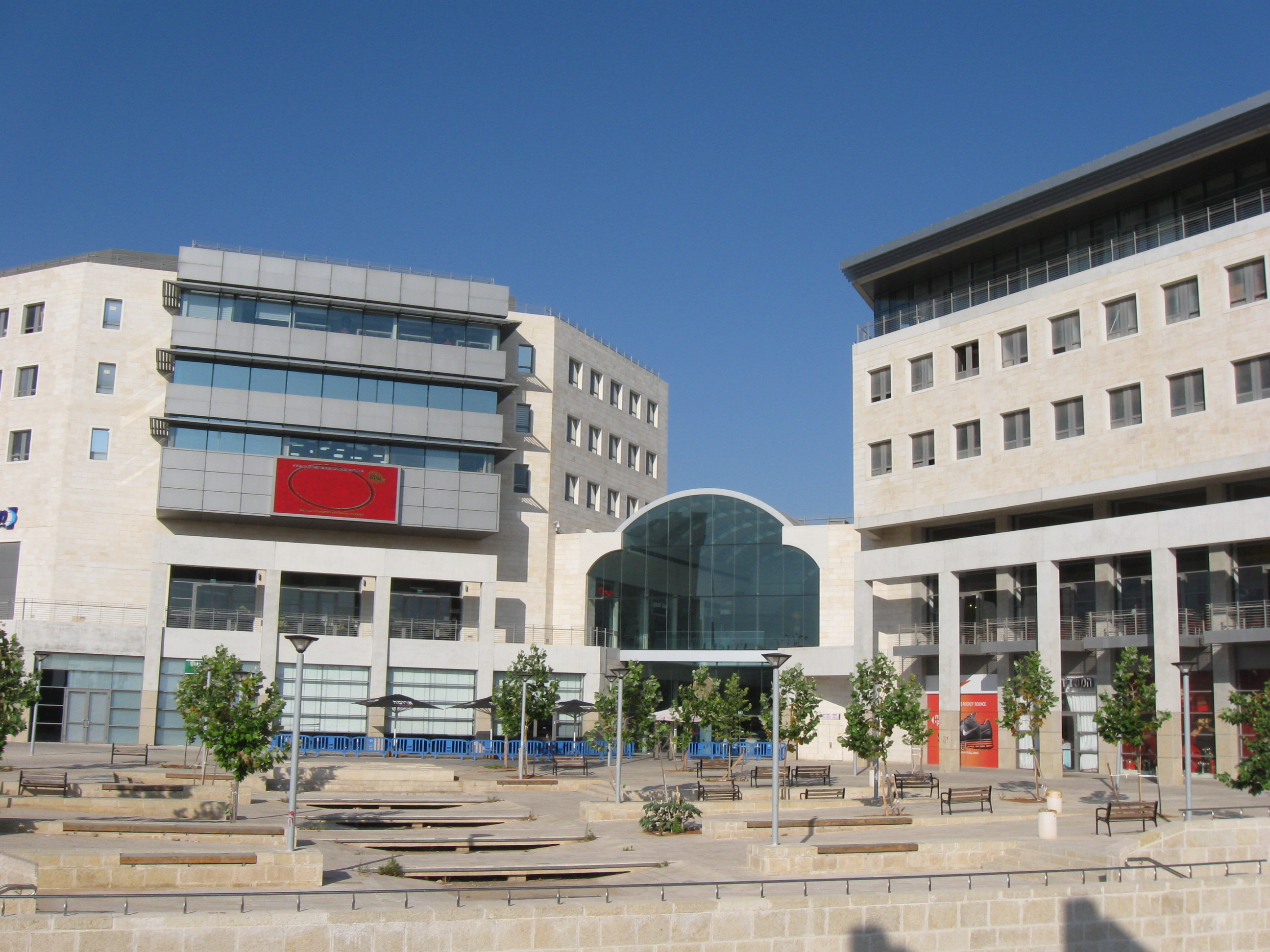

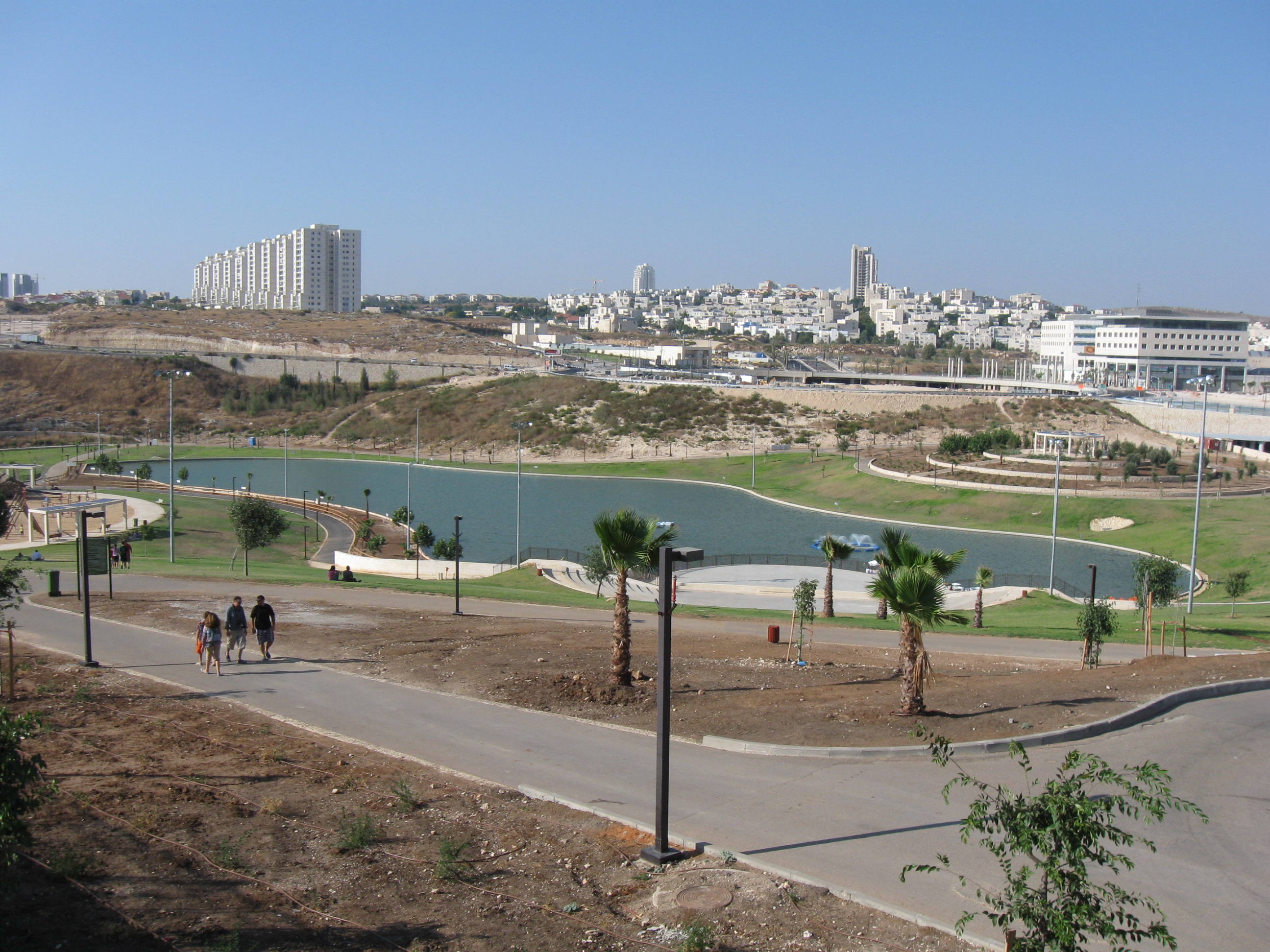

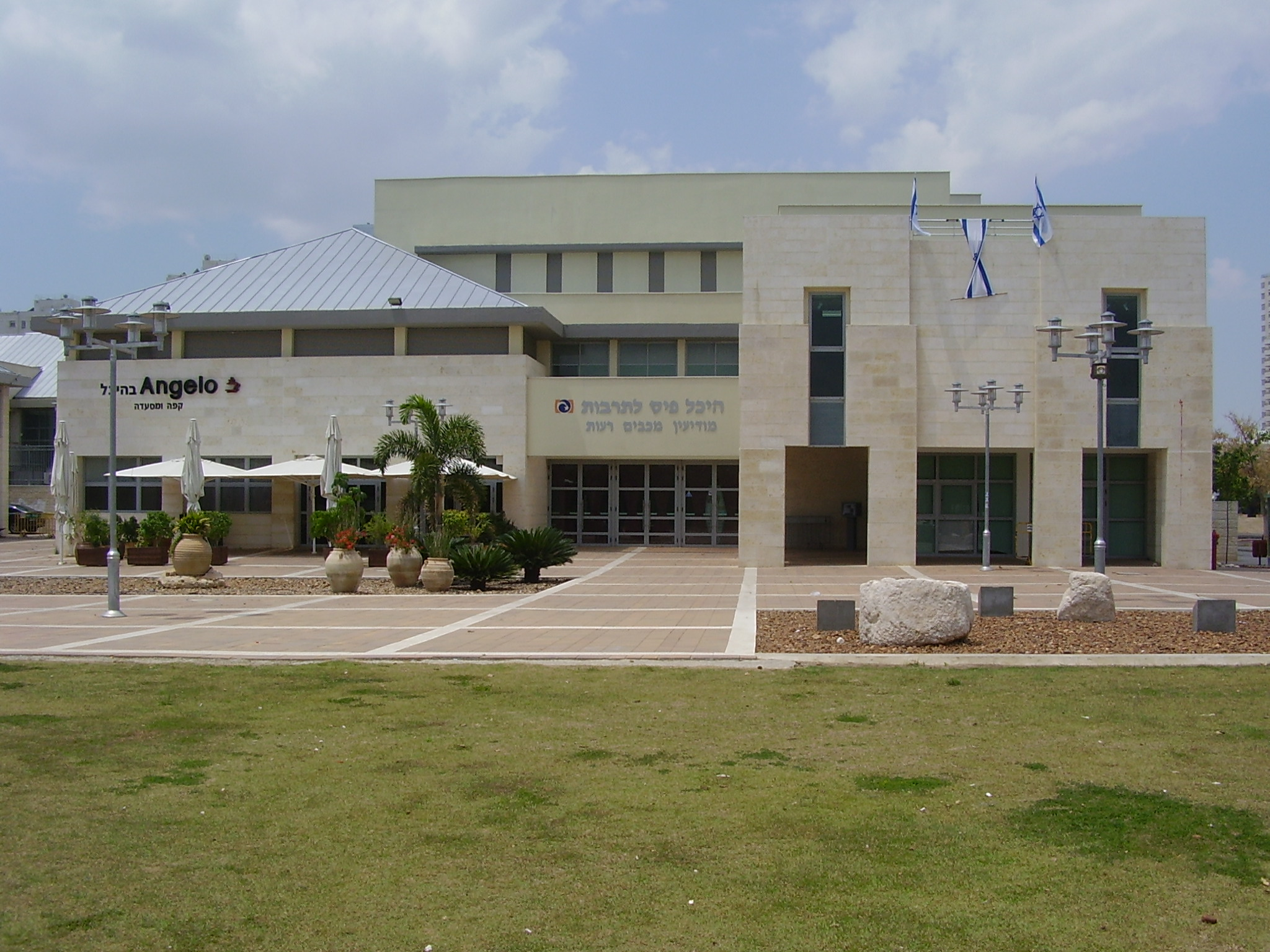

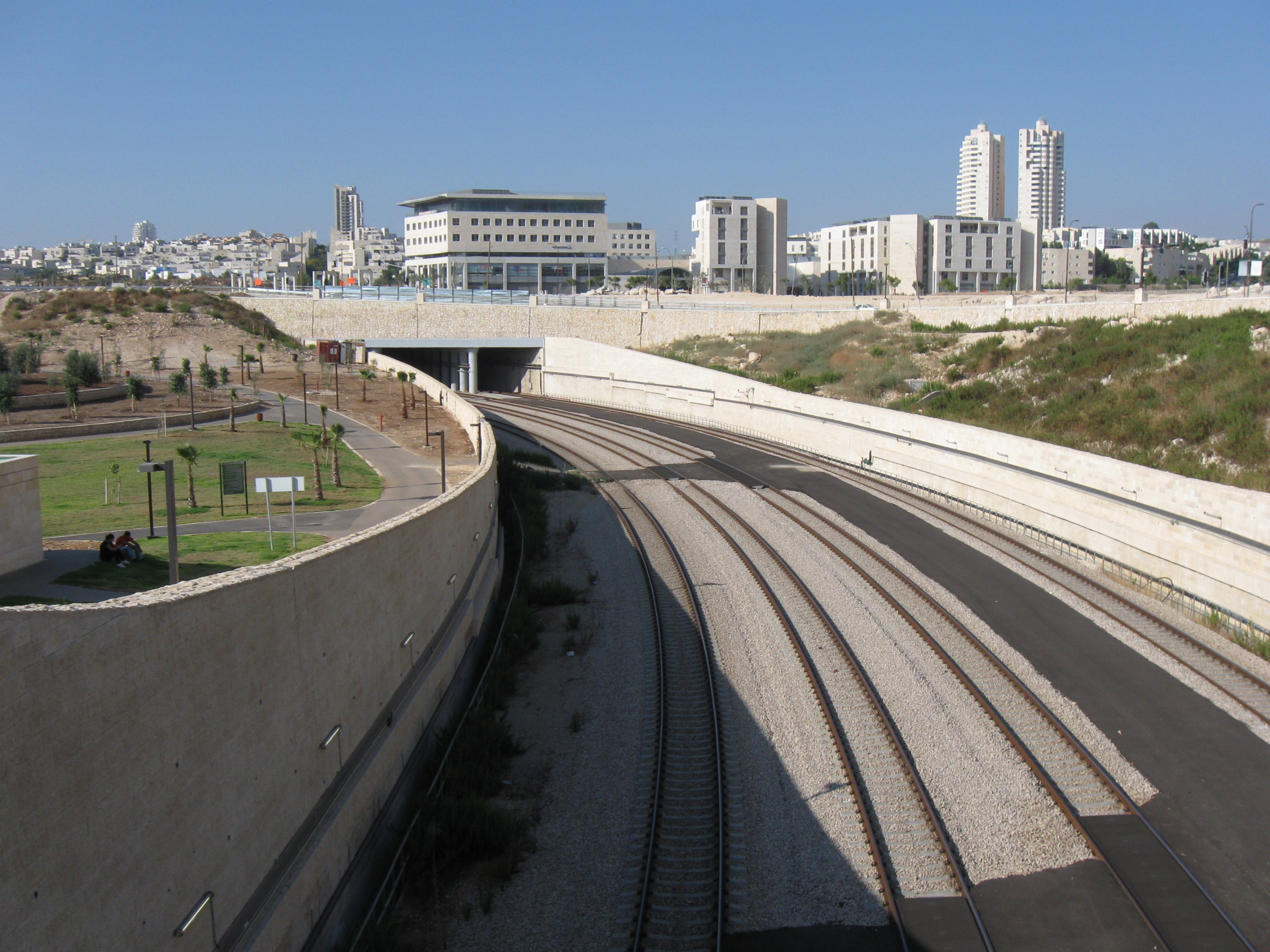

莫迪因馬加比勒特是以色列的城市，位於該國中部，距離特拉維夫35公里，由中央區負責管轄，面積50.18平方公里，海拔高度262米，2010年人口74,300。

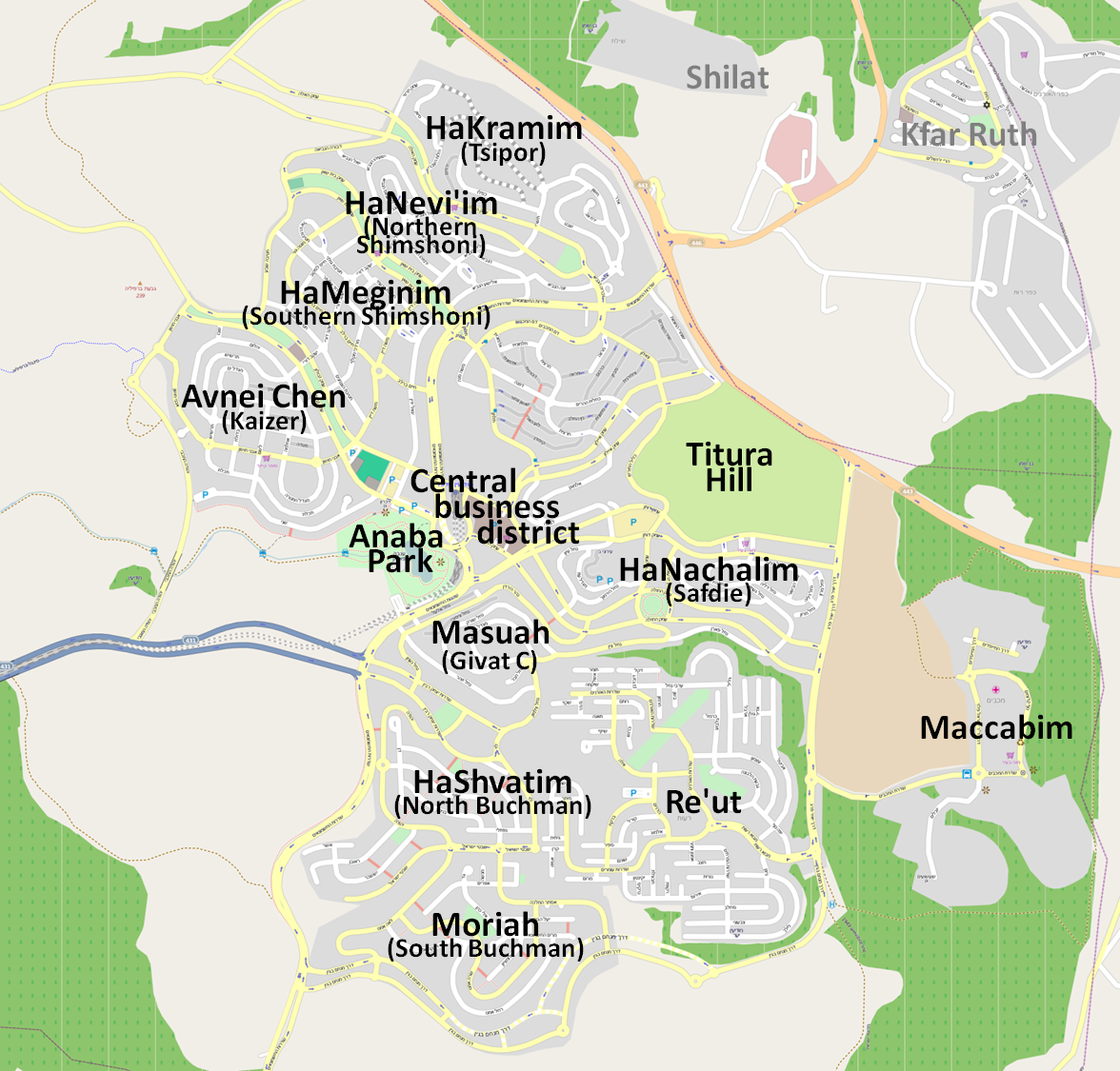

## 外部連結
- Municipality of Modi'in - official web site （页面存档备份，存于） （希伯来文）
- Modiin App - The Smartphone App for Modiin & The Surrounding Areas （页面存档备份，存于） （英文）
- Modiinfo.com - your source for Modiin related information （页面存档备份，存于） （英文）
- Places to visit in Modi'in （英文）